# Ascorhynchus cactoides
Ascorhynchus cactoides là một loài nhện biển trong họ Ascorhynchidae. Loài này thuộc chi Ascorhynchus. Ascorhynchus cactoides được miêu tả khoa học năm 1954 bởi Stock.